# Giuseppe Petitto
Giuseppe Petitto (Catanzaro, 11 luglio 1969 – Stalettì, 2 settembre 2015) è stato un regista e produttore cinematografico italiano.

## Biografia
Ha diretto, prodotto e montato cortometraggi e documentari distribuiti in diversi paesi europei e negli Stati Uniti, prodotti con emittenti nazionali e internazionali tra le quali: BBC, ZDF, Rai, PBS, TVO e Canal+. Ha ricevuto numerosi riconoscimenti internazionali per i suoi film, che si concentrano prevalentemente su diritti umani, temi sociali e di politica internazionale, tra i quali lo "Human Rights Watch Nestor Almendros Award for courage and commitment in human rights filmmaking". Laureato in Giurisprudenza e diplomato in Regia alla Scuola nazionale di cinema del Centro sperimentale di cinematografia.
Nel 2000 ha trascorso alcuni mesi in Afghanistan per la produzione di un film sulle attività di Gino Strada e dell'ONG italiana Emergency nel paese. Nel 2012 ha affiancato Matteo Renzi nel camper che ha attraversato il paese durante le Elezioni del 2012, realizzando un film documentario sul dietro le quinte della campagna elettorale.
Muore nel settembre 2015 all'età di 46 anni in seguito a un incidente stradale sulla Strada statale 106 Jonica in corrispondenza della località Pietragrande di Stalettì.

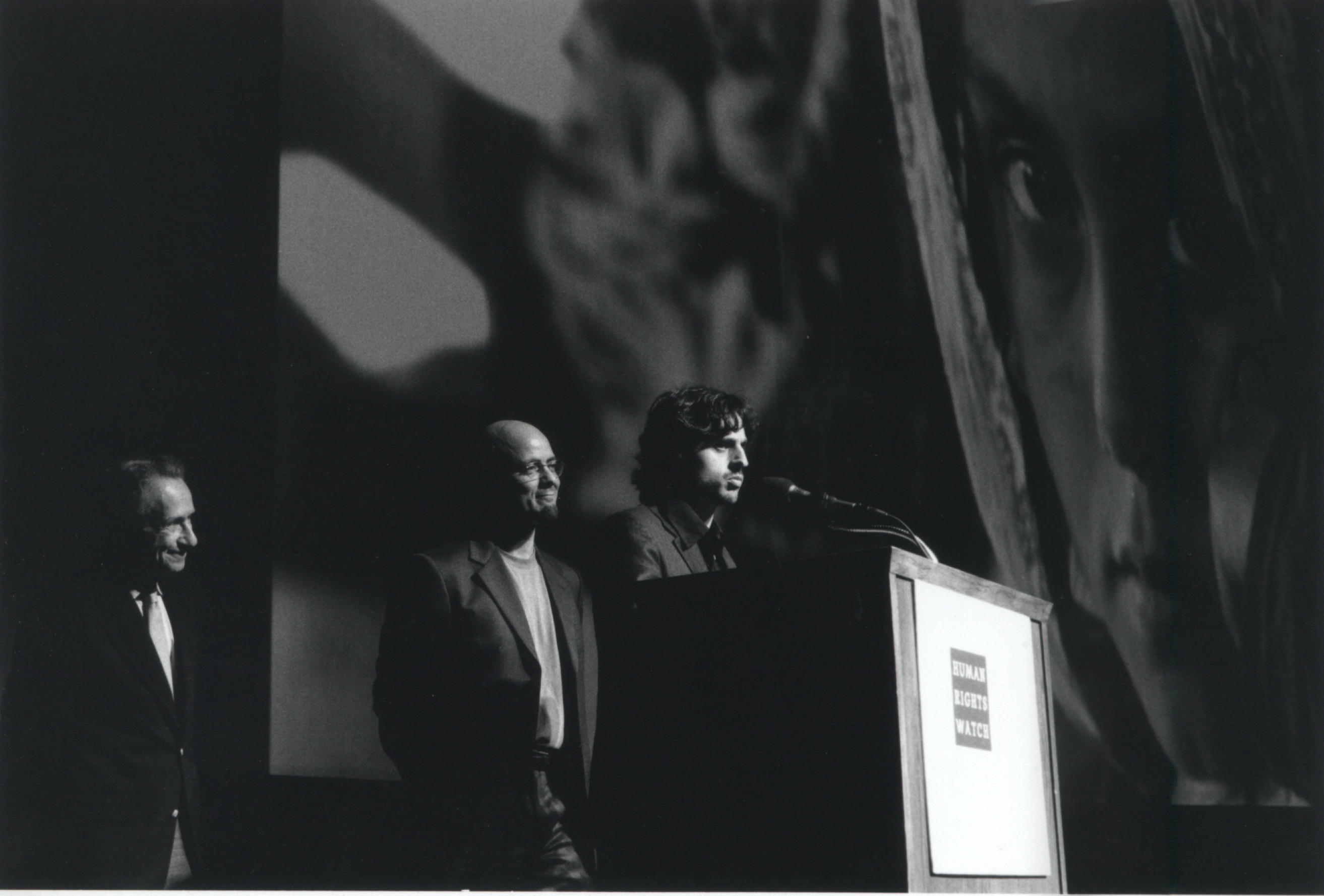
Arthur Penn (primo a sinistra) consegna a Giuseppe Petitto il premio Human Rights Watch Nestor Almendros Award. Lincoln Centre, New York

## Filmografia parziale

### Cinema
- Augen Zu (Occhi chiusi) (2015)
- Parlami di Lucy (2018)

### Cortometraggi
- The Carousel Waltz (1989)
- Sara (1993)
- Laika (1994)
- Fine del gioco (1995)
- Il ferro da stiro (2008)
- Nel ventre della balena (2009)

### Documentari
- Sanpit - Veleno (2001)
- Tredici (2007)
- Milano 2015 Exposed (2010)
- Leopoldo Trieste, un intruso nella fabbrica dei sogni (2011)
- L'ultimo socialista (2012)
- Primaries, Italian Style (2012-2015)
- Ciao Federico: i funerali di Fellini (2013)

## Riconoscimenti
- Silver Wolf Award (IDFA International Documentary Film Festival Amsterdam)
- ACTUAL Award Barcelona
- Nestor Almendros Award (Human Rights Watch Film Festival New York)
- Phoenix Award (Cologne Conference)
- "Freedom of expression honor” della National Board of Review (USA)
- Menzione speciale della Giuria e Premio del pubblico al One World Film Festival (Praga)
- Vancouver International Film Festival premio per il miglior documentario
- Columbine Award per il miglior documentario al Moondance Film Festival (USA)
- Premio Daunbailò del Genova Film Festival
- Premio UNICEF al Rome Independent Film Festival
- Menzione speciale al Festival Internaciònal de cine e derechos umanos (Barcellona)

Nel giugno del 2001, al Lincoln Center di New York, il regista Arthur Penn, consegnando a Giuseppe Petitto il premio dell'organizzazione Human Rights Watch per il coraggio nella realizzazione di film sui diritti umani, ha dichiarato: "Fare film come questi richiede un altro tipo di coraggio. Il coraggio di dire che queste storie non si conoscono abbastanza, che meritano di essere raccontate. Questo è un film straordinario, ve lo assicuro." (Fonte: indieWIRE, quotidiano on-line di informazione cinematografica – U.S.A. 15/06/2001)

## Fonti
Quotidiani e periodici: The New York Times (15 giugno 2001; 18 novembre 2001; 23 novembre 2001), The Guardian (Londra, 27 agosto 2002), Los Angeles Times (3 ottobre 2001), Volkskrant (Paesi Bassi novembre 2002), Der Spiegel (Germania, novembre 2001), The New Yorker (27 novembre 2001), Panorama, Il Fatto Quotidiano (19/10/2012), Corriere della Sera, Il Tempo, Avvenimenti, San Francisco Examiner (15 marzo 2002), San Francisco Chronicle (15 marzo 2002), San Francisco Bay Guardian (marzo 2002), Variety (30 novembre 2001), Indiewire (15 giugno 2001), Indiewire (26 novembre 2001), The Hollywood Reporter (7 gennaio 2002), La Vanguardia (Barcellona, 12 novembre 2003).